# Брионе (провинция Тренто)
Брионе (итал. Brione) — коммуна в Италии, располагается в регионе Трентино — Альто-Адидже, в провинции Тренто.
Население составляет 155 человек (2008 г.), плотность населения составляет 17 чел./км². Занимает площадь 9 км². Почтовый индекс — 38083. Телефонный код — 0465.
Покровителем коммуны почитается святой апостол Варфоломей, празднование 24 августа. 

## Демография
Динамика населения:

## Администрация коммуны
- Официальный сайт: http://www.comune.brione.tn.it/